# Металург (Скоп'є)
Металург (мак. ФК Металург) — македонський футбольний клуб з міста Скоп'є. Заснований у 1964 році. Клуб був учасником першого чемпіонату Македонії в сезоні 1992/1993, однак вилетів і протягом наступних 15 сезонів виступав у Другій лізі. В сезоні 2008/09 повернувся в Першу лігу.

## Досягнення
- Чемпіон Соціалістичної Республіки Македонії: 1987.
- Срібний призер чемпіонату Македонії: 2010/11, 2011/12, 2012/13
- Бронзовий призер чемпіонату Македонії: 2009/10, 2013/14
- Володар Кубка Македонії: 2010/11

## Виступи в єврокубках
- К = кваліфікація

| Сезон   | Змагання    | Раунд | Клуб            | Вдома | На виїзді | В сукупності |  |
| ------- | ----------- | ----- | --------------- | ----- | --------- | ------------ |  |
| 2010–11 | Ліга Європи | К1    | Карабах         | 1–1   | 1–4       | 2–5          |  |
| 2011–12 | Ліга Європи | К2    | Локомотив Софія | 0–0   | 2–3       | 2–3          |  |
| 2012–13 | Ліга Європи | К1    | Біркіркара      | 0–0   | 2–2       | 2–2 (г)      |  |
| 2012–13 | Ліга Європи | К2    | Рух Хожув       | 0–3   | 1–3       | 1–6          |  |
| 2013–14 | Ліга Європи | К1    | Карабах         | 0–1   | 0–1       | 0–2          |  |
| 2014–15 | Ліга Європи | К1    | Санта-Колома    | 2–0   | 3–0       | 5–0          |  |
| 2014–15 | Ліга Європи | К2    | Желєзнічар      | 0–0   | 2–2       | 2–2 (г)      |  |
| 2014–15 | Ліга Європи | К3    | Омонія          | 0–1   | 0–3       | 0–4          |  |